# De Gowap
De Gowap is een Belgische stripreeks die begonnen is in januari 1996 met Jean-Claude Smit-le-Bénédicte (Mythic) als schrijver en Curd Ridel als tekenaar. De Gowap is een onhandige dinosaurus. De reeks begon in stripblad Kuifje met Midam als tekenaar, maar na een vijftigtal afleveringen en na een onenigheid met Mythic, droeg die de reeks over aan Curd Ridel.

## Albums
Alle albums zijn geschreven door Jean-Claude Smit-le-Bénédicte, getekend door Curd Ridel en uitgegeven door Le Lombard.
| Nummer | Titel                       |
| ------ | --------------------------- |
| 1      | Beestachtig lief!           |
| 2      | Huisvredebreuk              |
| 3      | (Y a du Gowap dans l'air)   |
| 4      | (Comme un Gowap dans l'eau) |
| 5      | (G. comme Gowap)            |
| 6      | (Gare au Gowap!)            |
| 7      | (Gare à Gogo)               |